# Point Marion
Point Marion es un borough ubicado en el condado de Fayette en el estado estadounidense de Pensilvania. En el año 2000 tenía una población de 1,333 habitantes y una densidad poblacional de 1,213 personas por km².

## Geografía
Point Marion se encuentra ubicado en las coordenadas 39°44′9″N 79°53′59″O / 39.73583, -79.89972

## Demografía
Según la Oficina del Censo en 2000 los ingresos medios por hogar en la localidad eran de $26,413 y los ingresos medios por familia eran $36,989. Los hombres tenían unos ingresos medios de $27,439 frente a los $23,859 para las mujeres. La renta per cápita para la localidad era de $13,300. Alrededor del 23.5% de la población estaba por debajo del umbral de pobreza.